# Mustii
Thomas Mustin (Brussel, 21 november 1990), beter bekend onder diens artiestennaam Mustii, is een Belgisch zanger en acteur.

## Biografie
Mustii voltooide zijn theaterstudies aan het Institut des arts de diffusion in Louvain-la-Neuve in 2012. Een jaar later kreeg hij zijn eerste theaterrol toegewezen. In 2014 startte hij met een zangcarrière en bracht hij zijn eerste single uit. In 2019 kreeg hij de Magritte voor beste jong mannelijk talent.
In augustus 2023 werd hij door de RTBF aangeduid om België te vertegenwoordigen op het Eurovisiesongfestival 2024 in het Zweedse Malmö. Op 9 mei bracht hij er in de tweede halve finale het lied Before the party's over, maar werd ermee niet geselecteerd voor de finale.

## Acteercarrière

### Film
- 2016: Les Survivants: Rémy
- 2016: Un petit boulot: Mulot
- 2016: Grave
- 2016: Good Favour: Frank
- 2017: L'Échange des princesses
- 2018: Emma Peeters: Bob
- 2018: Plein la vue: Jordan
- 2018: Play or die: Jablowski
- 2018: Lenny à quatre épingles: Lenny
- 2019: Premier de la classe: Blondin
- 2022: Vous n'aurez pas ma haine: Alexandre
- 2023: La Nuit se traîne
- 2023: Beyond the Sea: Thomas

### Televisie
- 2012: À tort ou à raison: Daniel
- 2014: Biblio-Jack
- 2015: La Trêve: Kévin Fischer
- 2016: Zone Blanche: Alexis Petour
- 2017: Je voulais juste rentrer chez moi: Patrick Dils
- 2019: Unité 42: Fabien Braxe
- 2021: L'Île aux trente cercueils: Rémy
- 2023: Drag Race Belgique

## Discografie

### Albums
- 2018: 21st Century Boy
- 2021: It's Happening Now
- 2024: The Maze

### Singles
- 2014: The Golden Age
- 2015: Feed Me
- 2018: 21st Century Boy
- 2018: What A Day
- 2019: Blind
- 2020: Time Is Up
- 2021: Alien
- 2022: Skyline

| Single met hitnotering(en) in de Vlaamse Ultratop 50 | Datum van verschijnen | Datum van binnenkomst | Hoogste positie | Aantal weken | Opmerkingen                          |
| ---------------------------------------------------- | --------------------- | --------------------- | --------------- | ------------ | ------------------------------------ |
| The Golden Age                                       | 24-11-2014            | 25-07-2015            | tip13           | -            |                                      |
| Before The Party's Over                              | 20-02-2024            | 24-02-2024            | 6               | 14           | Inzending Eurovisiesongfestival 2024 |

1956: Fud Leclerc + Mony Marc · 
1957: Bobbejaan Schoepen · 
1958: Fud Leclerc · 
1959: Bob Benny · 
1960: Fud Leclerc · 
1961: Bob Benny · 
1962: Fud Leclerc · 
1963: Jacques Raymond · 
1964: Robert Cogoi · 
1965: Lize Marke · 
1966: Tonia · 
1967: Louis Neefs · 
1968: Claude Lombard · 
1969: Louis Neefs · 
1970: Jean Vallée · 
1971: Lily Castel & Jacques Raymond · 
1972: Serge & Christine Ghisoland · 
1973: Nicole & Hugo · 
1974: Jacques Hustin · 
1975: Ann Christy · 
1976: Pierre Rapsat · 
1977: Dream Express · 
1978: Jean Vallée · 
1979: Micha Marah · 
1980: Telex · 
1981: Emly Starr · 
1982: Stella · 
1983: Pas de Deux · 
1984: Jacques Zegers · 
1985: Linda Lepomme · 
1986: Sandra Kim · 
1987: Liliane Saint-Pierre · 
1988: Reynaert · 
1989: Ingeborg · 
1990: Philippe Lafontaine · 
1991: Clouseau · 
1992: Morgane · 
1993: Barbara · 
1995: Frédéric Etherlinck · 
1996: Lisa del Bo · 
1998: Mélanie Cohl · 
1999: Vanessa Chinitor · 
2000: Nathalie Sorce · 
2002: Sergio & The Ladies · 
2003: Urban Trad · 
2004: Xandee · 
2005: Nuno Resende · 
2006: Kate Ryan · 
2007: The KMG's · 
2008: Ishtar · 
2009: Copycat · 
2010: Tom Dice · 
2011: Witloof Bay · 
2012: Iris · 
2013: Roberto Bellarosa · 
2014: Axel Hirsoux · 
2015: Loïc Nottet · 
2016: Laura Tesoro · 
2017: Blanche · 
2018: Sennek · 
2019: Eliot · 
2021: Hooverphonic · 
2022: Jérémie Makiese · 
2023: Gustaph · 
2024: Mustii · 
2025: Red Sebastian